# San Pedro de la Nave

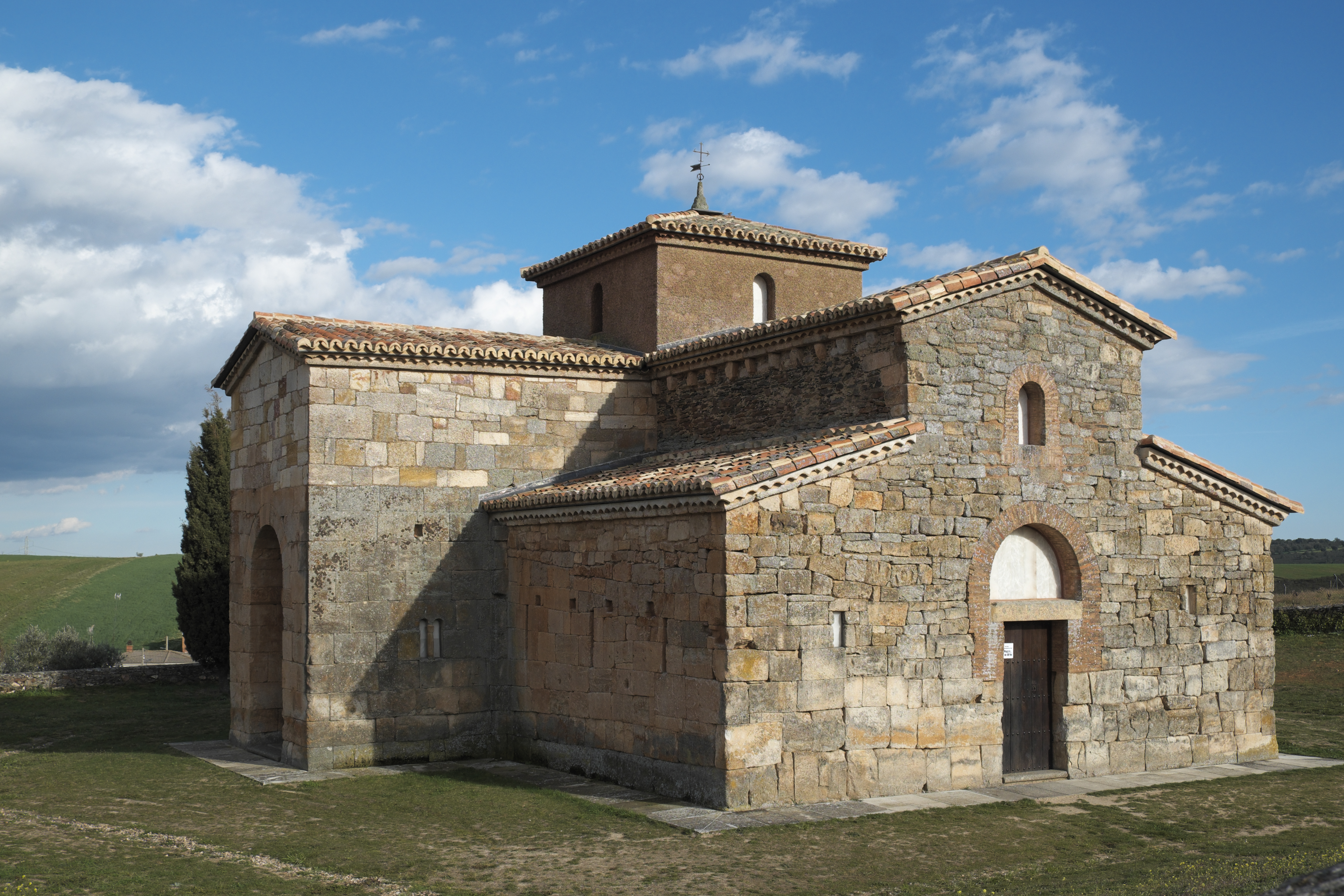
San Pedro de la Nave

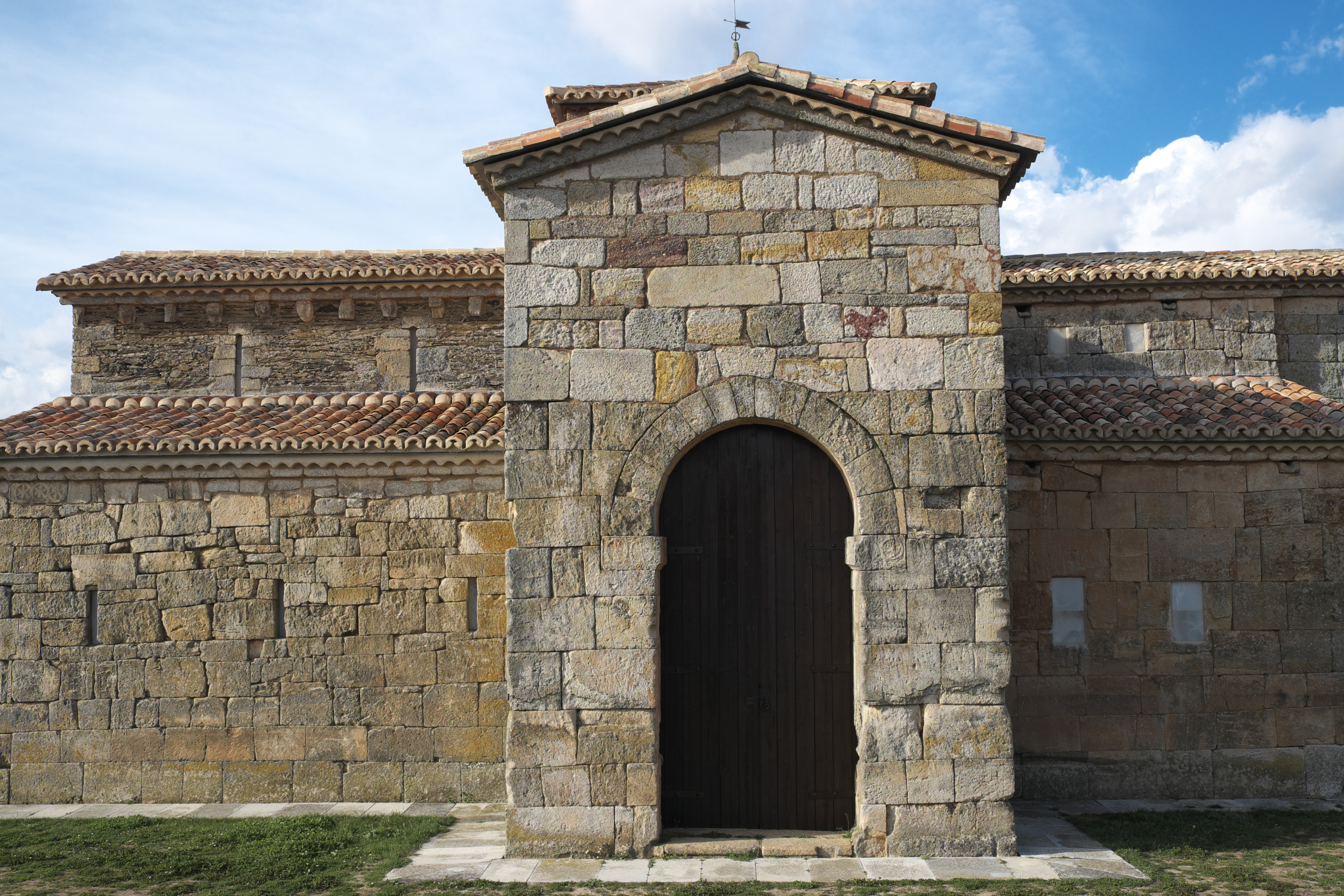
San Pedro de la Nave

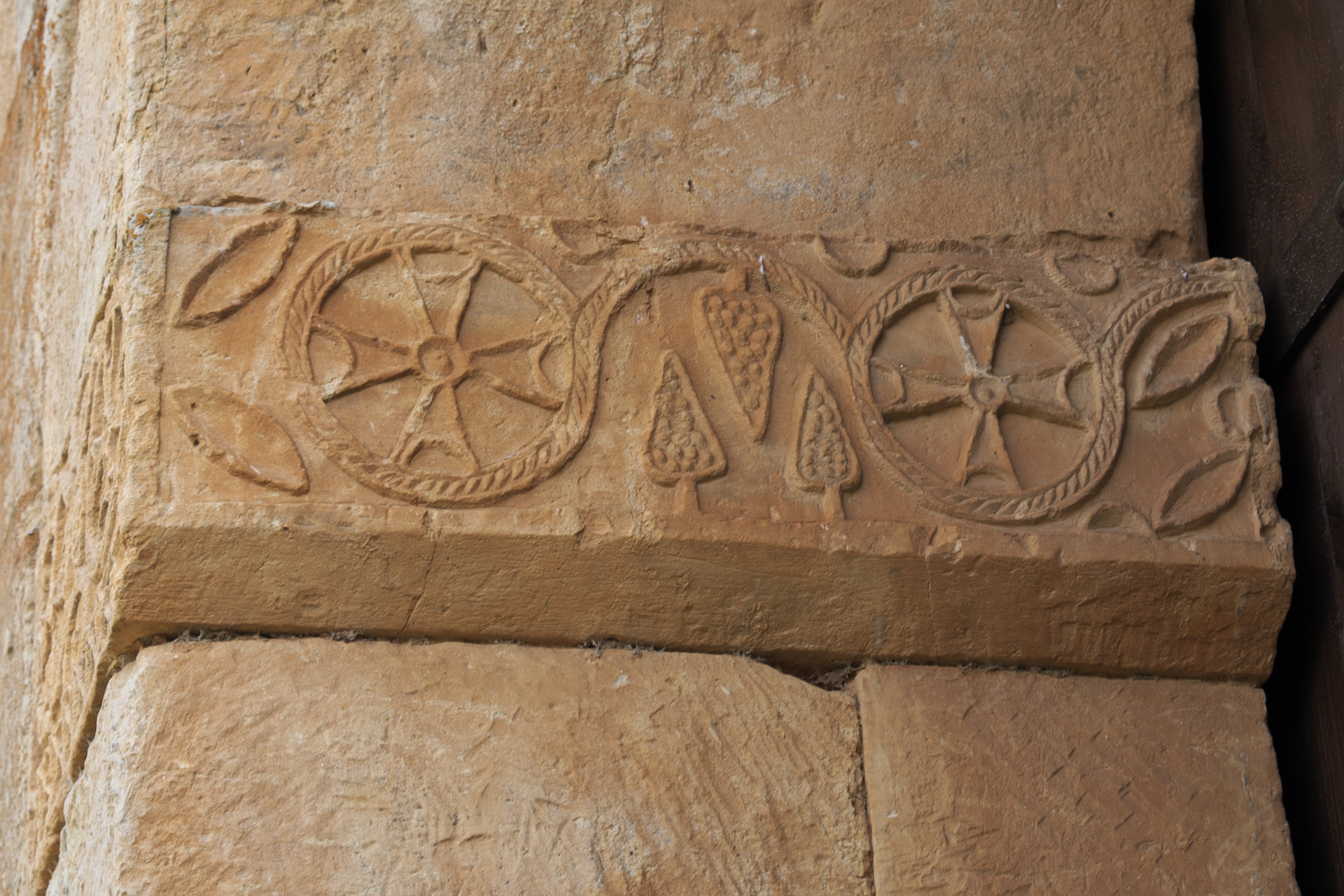
Kämpfer am Portal

San Pedro de la Nave ist eine westgotische Kirche in El Campillo, einem kleinen Ort in der Gemeinde San Pedro de la Nave-Almendra, knapp 20 km nordwestlich der Stadt Zamora, in der gleichnamigen Provinz der spanischen Autonomen Region Kastilien und León.

## Geschichte

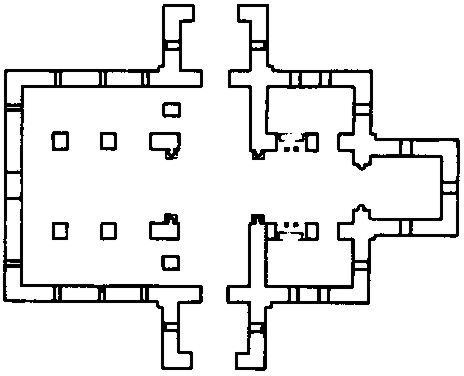
Grundriss der Kirche

San Pedro de la Nave gilt als spätes Beispiel westgotischer Architektur. Die Kirche wurde vermutlich kurz vor der maurischen Eroberung Spaniens, die im Jahre 711 einsetzte, errichtet. Der Baubeginn wird in die Regierungszeit des westgotischen Königs Egica (reg. 687–702), in das ausgehende 7. oder beginnende 8. Jahrhundert, datiert. Die eigentliche Bauzeit dürfte nicht mehr als ein Jahr betragen haben. Ursprünglich gehörte die Kirche zu einem Kloster im Tal des Río Esla, in der Nähe der Via de la Plata, der Römerstraße, die die Städte Emerita Augusta (Mérida) und Asturica Augusta (Astorga) miteinander verband. Wie lange das Kloster bestand, ist nicht belegt. Die Kirche wurde später als Pfarrkirche genutzt. Im Jahr 1912 wurde sie zum nationalen Kulturgut (Bien de Interés Cultural) erklärt. Im Jahr 1930 musste die Kirche dem Ricobayo-Stausee weichen und wurde nur ca. zwei Kilometer weiter südöstlich am heutigen Standort wieder aufgebaut.

## Architektur

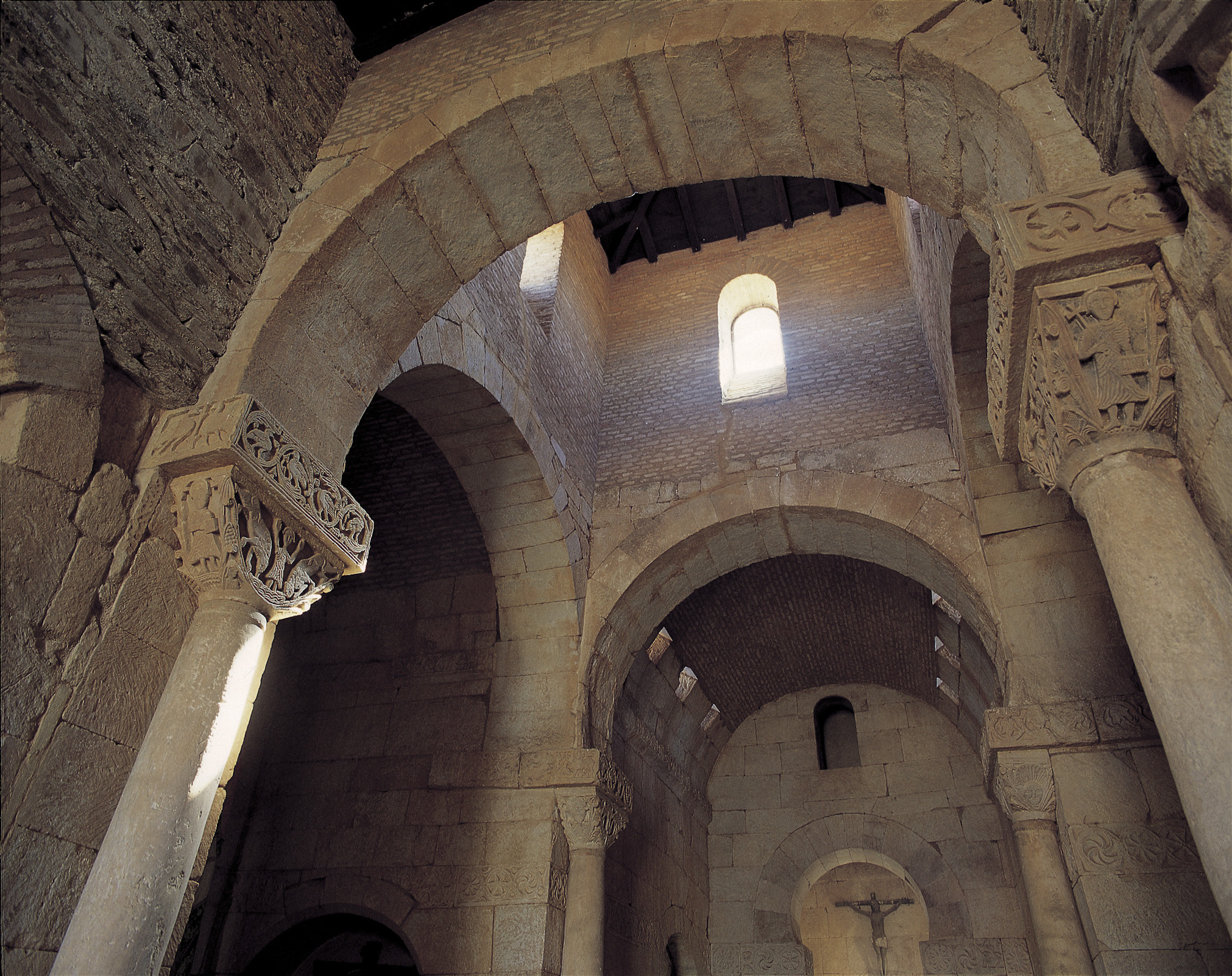
Vierung mit Laternenturm

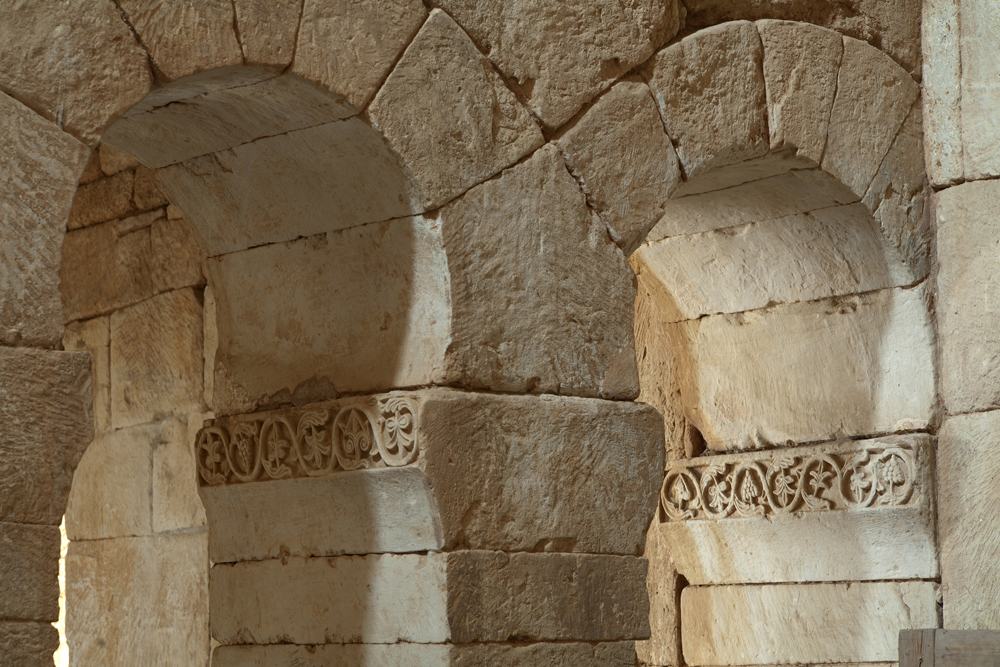
Hufeisenbögen

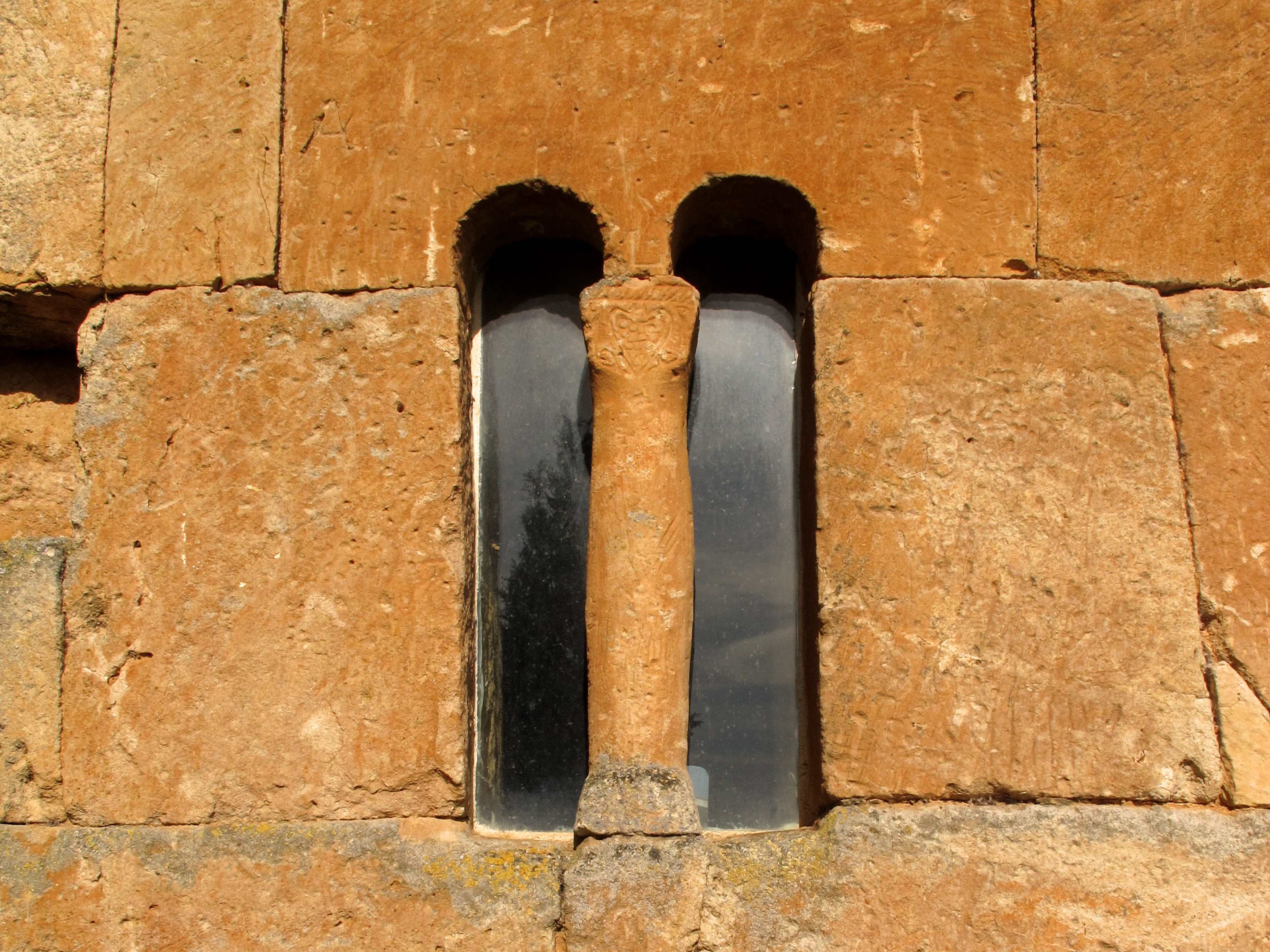
Zwillingsfenster (ajimez)

Das Gebäude ist aus rötlichen Sandsteinblöcken unterschiedlicher Größe errichtet, die ohne Mörtel aneinandergefügt sind; einige der Steine sind exakt behauen, andere nur wenig. San Pedro de la Nave ist eine dreischiffige Basilika, die ein griechisches Kreuz bildet; die beiden halben Seitenschiffe zu beiden Seiten des Jochs vor der Apsis sind wahrscheinlich spätere Hinzufügungen, über deren Zweck Unklarheit besteht. Über dem Vierungsquadrat erhebt sich der durch vier Fensteröffnungen belichtete und zur Kirche hin offene Laternenturm (cimborrio). Die ursprünglichen Seitenschiffe sind vom Hauptschiff durch Arkaden mit unterschiedlich stark geschlossenen Hufeisenbögen getrennt. Auch der Triumphbogen, der sich vom Mittelschiff zur quadratischen Apsis öffnet, ist als Hufeisenbogen gestaltet. Darüber liegt – wie in anderen präromanischen Kirchen (z. B. San Baudelio de Berlanga, San Salvador de Priesca oder Santiago de Peñalba) – eine sogenannte verborgene Kammer (cámara oculta), die nur von innen und über eine Leiter zugänglich ist.

## Doppelfenster
In den Außenwänden zu beiden Seiten des wohl schon immer als Haupteingang genutzten Portals im nördlichen Querschiff öffnet sich jeweils ein durch eine Mittelsäule geteiltes Fenster (ajimez). Derartige Zwillingsfenster (Biforien oder gekuppelte Fenster) gehen wahrscheinlich auf spätantike Vorbilder zurück und sollten in deutlich verfeinerter und reicherer Gestaltung in der maurischen und mudéjaren Architektur späterer Jahrhunderte aber auch in der Architektur der Romanik und Gotik eine wichtige Rolle spielen.

## Skulpturenschmuck

### Kapitelle

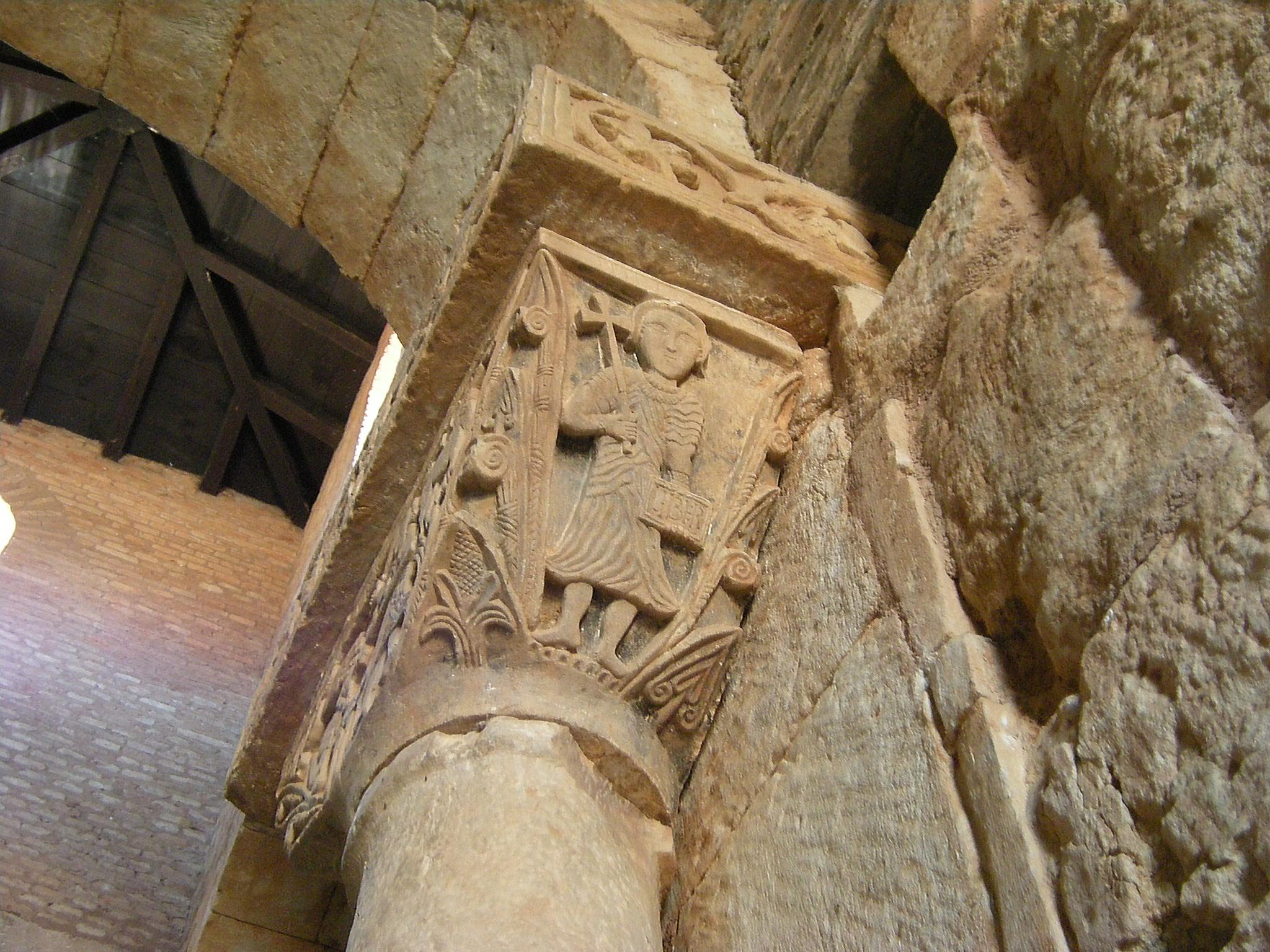
Kapitell mit menschlicher Figur, die ein Kreuz und ein Buch (LIBER) hält

Den Pfeilern des Vierungsquadrates sind Säulen mit figürlich gestalteten Kapitellen vorgelagert. Auf zwei dieser Kapitelle sind Vögel dargestellt, die Trauben picken. An den Seiten befinden sich menschliche Gesichter. Auf den beiden anderen Kapitellen sind biblische Szenen zu sehen. In der einen Szene führt Abraham ein Messer gegen seinen vor ihm auf einem Altar liegenden Sohn Isaak, den die Hand Gottes vor der Tötung bewahrt. Hinter Abraham steht ein Widder als Opfertier bereit. Auf dem oberen Rand des Kapitells ist eine lateinische Inschrift eingemeißelt, deren Übersetzung lautet: „Wo Abraham seinen Sohn Isaak dem Herrn als Opfer darbot“. Eine andere Szene zeigt den Propheten Daniel in der Löwengrube, darüber die Inschrift: „Wo er in die Löwengrube geschickt wurde“. An den Seiten dieser beiden Kapitelle sind die Apostel Petrus, Paulus, Thomas und Philippus dargestellt. Auf den Kämpfern über den Kapitellen verläuft ein Fries von Weinranken, die Kreise bilden und Vögel, menschliche Köpfe oder Trauben umrahmen. Ein weiterer Fries wird einem anderen Künstler oder einer anderen Bildhauerwerkstatt zugeschrieben. Auf ihm sind geometrische Motive dargestellt, Quadrate und in Taubändern gefasste Kreise mit Weinreben, Blütenblättern und Sonnenrädern.

### Schmuckrelief
In Höhe der Kämpferzone über den Kapitellen verläuft ein reliefiertes Schmuckband, welches auch die Apsis und das Querhaus miteinschließt; die hier verwendeten Formen sind vielfältig und umfassen sowohl menschliche als auch tierische, pflanzliche und geometrische Motive (Köpfe, Vögel, Weinranken, Kreuze, Wirbel etc.). Bemerkenswert sind die Fächerrosette oberhalb des Apsisfensters und dessen Rahmung in Form eines Alfiz.

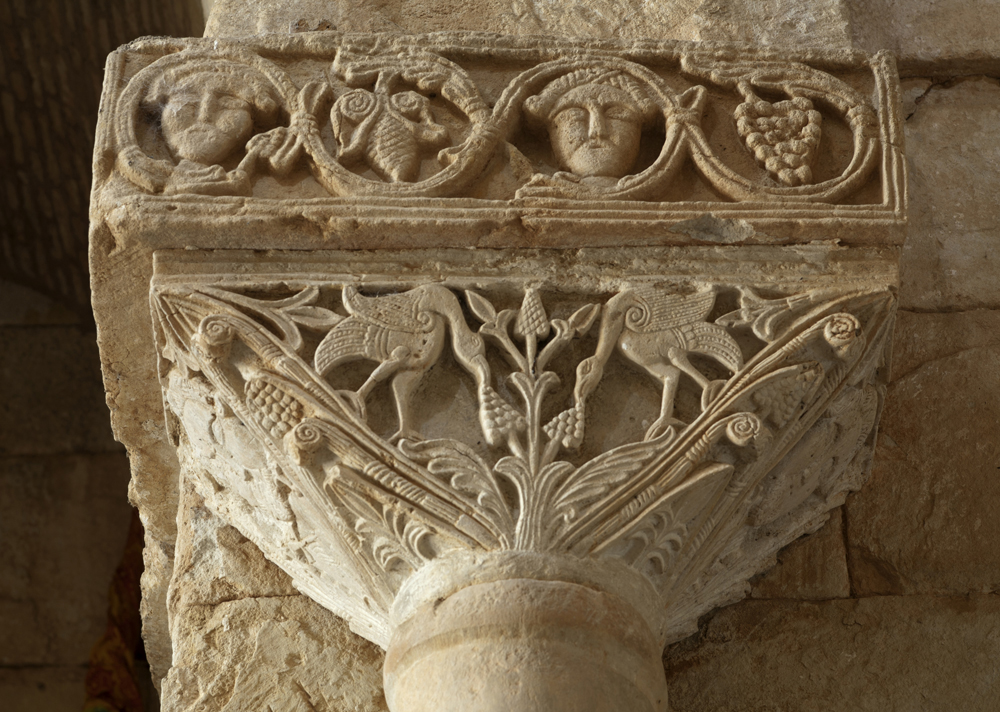
Vögel, die Trauben picken
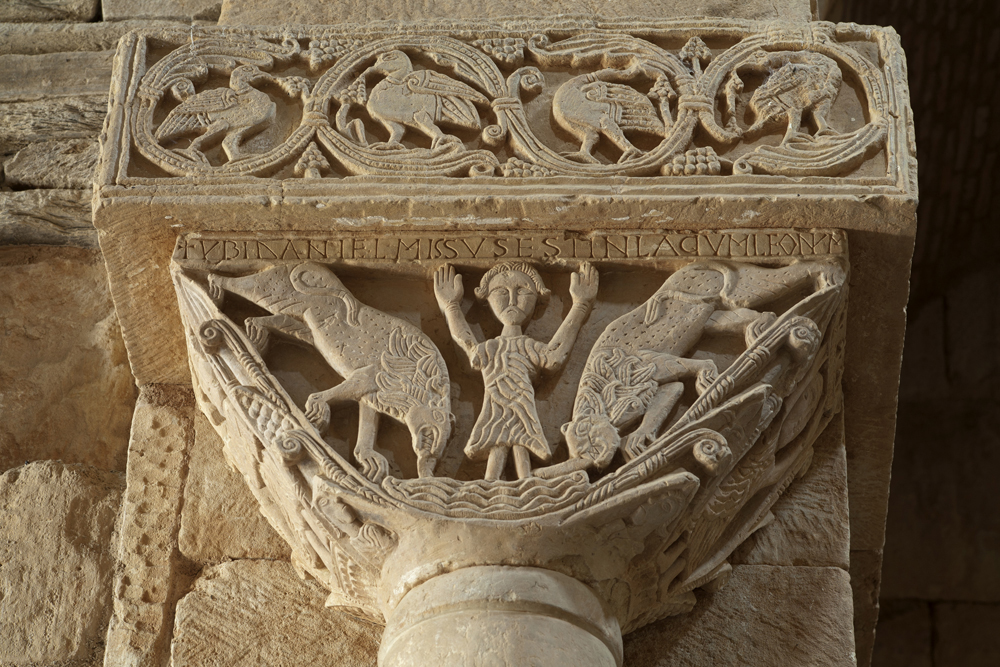
Daniel in der Löwengrube
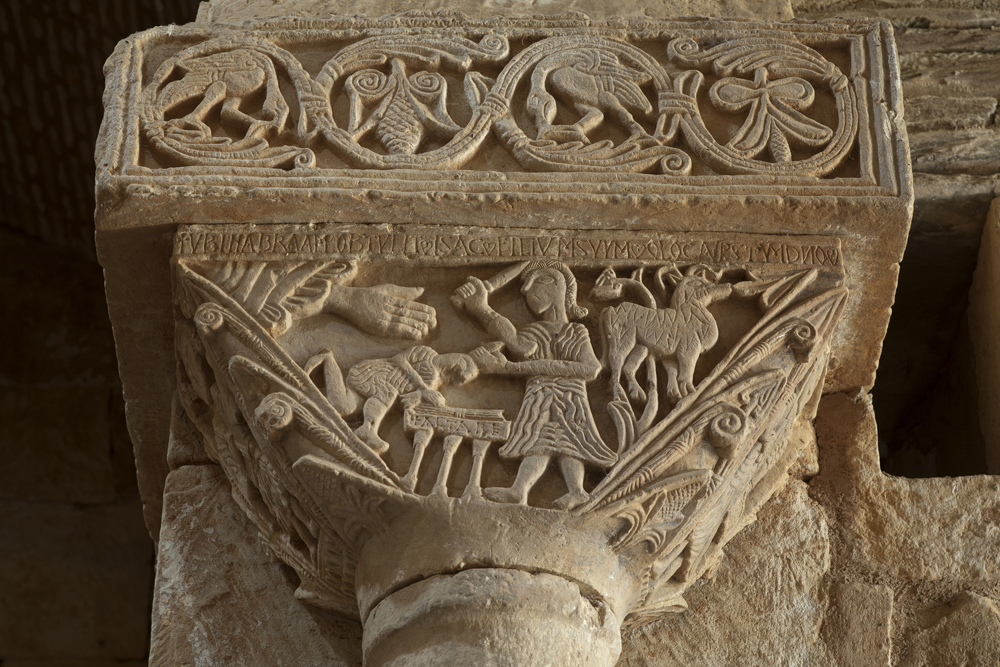
Opferung Isaaks
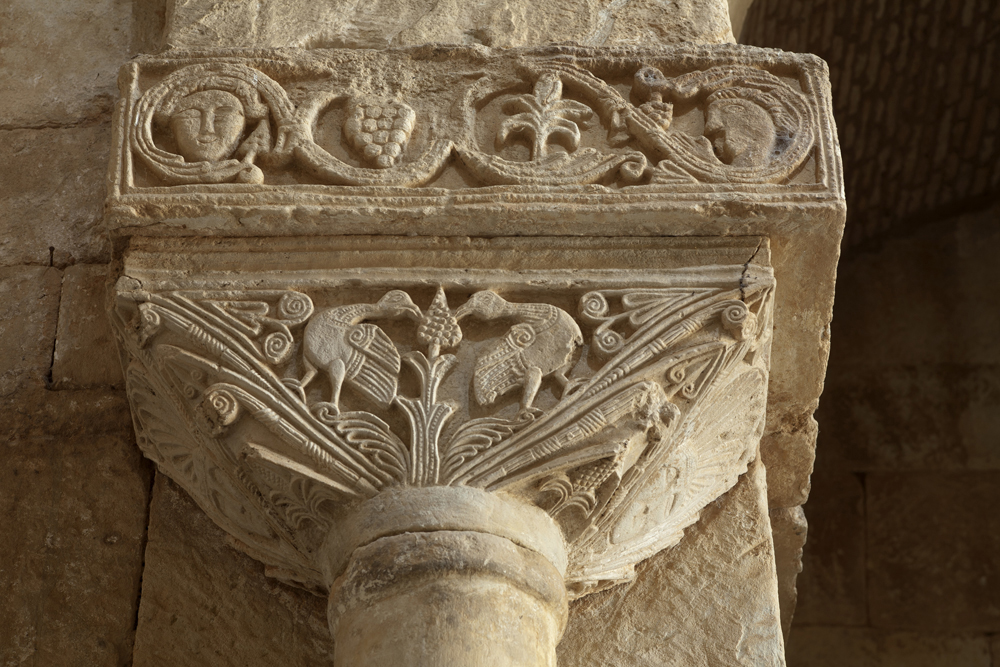
Vögel, die Trauben picken